# Ернст Хапел (стадион)
„Ернст Хапел“ (на немски: Ernst-Happel-Stadion), наричан до 1992 г. „Пратерщадион“ (на немски: Praterstadion, понякога и „Вийнер Щадион“ (на немски: Wiener Stadion)), е многофункционален стадион във Виена, най-големият в Австрия.
Той побира 50 865 зрители и спада към категорията на 5-звездните стадиони. На него се провеждат домакинските мачове на австрийския национален отбор по футбол, както и мачове на виенските отбори от турнирите Купа на УЕФА и Шампионска лига.